# Andslimoen
Andslimoen är en tätort i Målselv kommun i Troms fylke i norra Norge. Den hade omkring 524 invånare 2018 och ingår i staden Bardufoss. Europaväg 6 går genom orten.
Sameskolen i Troms ligger i Andslimoen. Vid E6 i Andslimoen ligger Andslimoens industriområde och köpcentret Målselvsenteret.